# 翁牛特旗
翁牛特旗是中华人民共和国内蒙古自治区赤峰市下辖的一个旗，位于該市中部。旗人民政府驻烏丹鎮。

## 历史
该地是新石器时期红山文化发源地（距今6660年至4870年），历史上也是建立辽帝国的契丹的发源地。
明洪武二十一年（1388年），置全宁卫，治所在今乌丹镇，以捏怯来为指挥使，后废。正统年间兀良哈三卫南迁，旗境入朵颜卫，朵颜卫治所在今乌敦套海镇境内。
翁牛特旗名称来源于翁牛特部，蒙古语“翁牛特”意为“王所领有”。明中后期，翁牛特部由大兴安岭北麓迁至此地。
后金天聪六年（1632年），翁牛特部逊杜棱、栋岱青率部归附后金。天聪八年（1634年），翁牛特旗境定为翁牛特部牧地。清崇德元年（1636年）于境内建旗，称翁牛特左翼旗，另有右翼旗在今赤峰市区。雍正元年（1723年），置热河厅。雍正七年（1729年），设八沟厅（治所在今平泉县）。清乾隆三十九年（1774年），设乌兰哈达厅（治所在今赤峰市区）。乾隆四十三年（1778年），改为赤峰县。光绪三十四年（1908年），升县为赤峰直隶州，今翁牛特旗先后属之。

民國時期，翁特牛旗屬热河特别区、熱河省管轄

1913年，赤峰直隶州复为县，管辖地区包括乌丹城以西。1914年，设热河特别区，翁牛特左旗属热河道。1928年，设热河省，辖翁牛特左旗。1929年，乌丹成立区公所，为赤峰县第二区。1931年3月，全宁设治局于乌丹成立，翌年5月停办，乌丹划为赤峰县第六区。1934年，满洲国将翁牛特左旗划归兴安西省。1937年，今翁牛特旗西部地区称乌丹县，划归热河省。1939年，乌丹县并入翁牛特左旗。
1946年9月，乌丹城以西设乌丹县，以东为翁牛特左旗，同属热中分区。1947年1月，以乌丹为中心设冀热辽二十二分区，翁牛特左旗、乌丹县属之。5月，因老哈河北岸原归敖汉旗的高日罕、玉田皋、老府、阿什罕、高日苏5地已划归翁牛特左旗，改旗名为翁敖联合旗。11月10日，二十二分区撤销，属地并入十九分区。1949年3月20日，根据东北行政委员会命令，取消翁敖联合旗名称，改称翁牛特旗，撤销原翁左、翁右旗，保留乌丹县、赤峰县。5月，翁牛特旗、乌丹县改由热河省直辖。
1956年，翁牛特旗、乌丹县划归内蒙古自治区，属昭乌达盟。同年6月，乌丹县并入翁牛特旗。
文革时期，一度随昭乌达盟划归辽宁省。
1983年11月，撤销原昭乌达盟建制，翁牛特旗归赤峰市管辖至今。

## 行政区划
翁牛特旗下辖8个镇、2个乡、4个苏木：
乌丹镇、乌敦套海镇、五分地镇、桥头镇、广德公镇、梧桐花镇、海拉苏镇、亿合公镇、解放营子乡、阿什罕苏木、新苏莫苏木、白音套海苏木、毛山东乡、格日僧苏木和玉龙工业园区。

## 人口
根據第七次人口普查數據，截至2020年11月1日零時，翁牛特旗常住人口為333970人。
截至2022年末，翁牛特旗常住人口32.9萬人。其中，城鎮人口12.9萬人，鄉村人口20.0萬人；常住人口城鎮化率達39.1%，同比增長0.6%。

## 交通
- 305国道过境。

## 文化
在朝格温都苏木的赛沁塔拉嘎查村曾经出土一个红山时期的碧玉龙，呈勾曲形，口闭吻长，鼻端前突上翘，有并排两个鼻孔，颈上有卷曲长毛，尾部上卷，整体酷似甲骨文的“龙”字。是直到目前发现的最具有龙形的作品，因此被称为“中华第一龙”。
在解放营子乡，出土一个6800多年前的陶凤杯，外观极像一只鸟，但具有冠，是当时大型祭祀的神器，以前认为凤文化起源于5000多年前，这个陶杯将中国的凤文化推前一千多年，因此被称为“中华第一凤”。
2004年8月翁牛特旗正式向国家工商总局注册申请“玉龙之乡”和“龙凤之乡”的商标。